# Haedong yŏksa
Le Haedong yŏksa (해동역사) est une encyclopédie coréenne publiée par Han Ch'i-yun. Elle est inspirée d'un modèle chinois populaire à l'époque. Elle couvre une période allant de l'époque de Tangun jusqu'à la chute du Goryeo. Utilisant des sources principalement chinoises et japonaises, et dans une moindre mesure coréennes, son auteur opte pour une forme annales/biographie modifiée pour y adjoindre des études sur différents sujets comme les institutions, l'économie, la musique.